# Dr. Gonçalo
Antônio Elizabeth Gonçalo de Sousa, mais conhecido como Dr. Gonçalo (Pastos Bons, 08 de julho de 1953), é um médico e político brasileiro filiado ao Podemos. Foi deputado federal suplente pelo estado do Maranhão, tendo exercido o mandato de 2 de julho de 2024 até 30 de outubro de 2024, durante o afastamento do titular Fábio Macedo.

## Carreira política
Nas eleições de 2018, foi candidato a deputado federal pelo Avante no Maranhão, tendo recebido 56.162 votos, ficando como suplente.
Nas eleições de 2022, Dr. Gonçalo foi novamente candidato ao cargo de deputado federal, desta vez pelo Podemos, e obteve 58.107 votos, ficando como suplente.
Assumiu o mandato de deputado federal em 2 de julho de 2024, em substituição a Fábio Macedo, titular da cadeira pelo Podemos. Permaneceu no cargo até 30 de outubro de 2024, quando Macedo retornou ao mandato.

## Desempenho eleitoral
| Ano  | Eleição              | Cargo            | Partido | Votos        | Resultado | Ref.  |
| ---- | -------------------- | ---------------- | ------- | ------------ | --------- | ----- |
| 2018 | Estadual no Maranhão | Deputado federal | Avante  | 56.162 votos | Suplente  | [ 2 ] |
| 2022 | Estadual no Maranhão | Deputado federal | PODE    | 58.107 votos | Suplente  | [ 4 ] |